# Han Shu
Das Han Shu (chinesisch 漢書 / 汉书, Pinyin Hàn Shū) ist ein chinesisches Geschichtswerk, das die Zeit der frühen oder Westlichen Han-Dynastie und des Usurpators Wang Mang darstellt. Es wurde um 36 begonnen von Ban Biao, fortgesetzt von seinem Sohn Ban Gu und nach dessen Hinrichtung im Jahre 92 von seiner Schwester Ban Zhao um 110 abgeschlossen. Es ist die zweite der 24 Dynastiegeschichten, behandelt die chinesische Geschichte zwischen 206 v. Chr. bis 24 n. Chr. und umfasst 100 Rollen/Bände (捲,  juǎn).
Nach dem Vorbild des Shiji ist es in Kaiserannalen, Tabellen, Biographien (einschließlich Beschreibungen von Fremdvölkern) und Monographien eingeteilt. Doch enthält es auch Arbeiten über Literatur und Geographie von Ban Gu und über Astronomie von Ban Zhao.
Der Bruder der Historikergeschwister war der General Ban Chao, der bei seinen Eroberungen bis an das Kaspische Meer vorstieß. Von ihm stammen sicher die Informationen über die westlichen Regionen, die im Han Shu enthalten sind.

## Engl. Übersetzungen (Auszüge)
- Pan Ku: The History of the Former Han Dynasty. A Crit. Translated with annotations by Homer H. Dubs. Vol. I-III. Kegan Paul u. a., London u. a. 1938–1955.
- Anthony François Paulus Hulsewé: China in Central Asia. The Early Stage. 125 BC – AD 23. An annotated translation of chapters 61 and 96 of the History of the Former Han Dynasty. With an introduction by M. A. N. Loewe. E. J. Brill, Leiden 1979, ISBN 90-04-05884-2 (Sinica Leidensia 14).
- Pan Ku: Courtier and Commoner in Ancient China. Selections from the History of the Former Han. Translated by Burton Watson. Columbia University Press, New York NY u. a. 1974, ISBN 0-231-03765-1 (Translations from the Oriental Classics), (A translation of chapters 54,63,65,67,68,71,74,78,92, and 97).